# International Monohull Open Classes Association
IMOCA acrónimo de International Monohull Open Classes Association, a Associação Internacional dos Monocascos das Classes Open -  ocupa-se da gestão dos monocascos de 60 pés desde a sua fundação em 1991. É  reconhecido pela Federação Internacional de Vela - em Inglês, International Sailing Federation (ISAF) - desde 1998.
A associação engloba os interesses dos corredores, organizadores e arquitectos relacionados com esta classe de veleiros de corrida ao largo, e ajuda à preparação do campeonato do mundo de corridas oceânicas como a Vendée Globe, a  Route du Rhum, a Transat Jacques-Vabre, a Barcelona World Race, a  Fastnet, etc.

## Classe Open 60

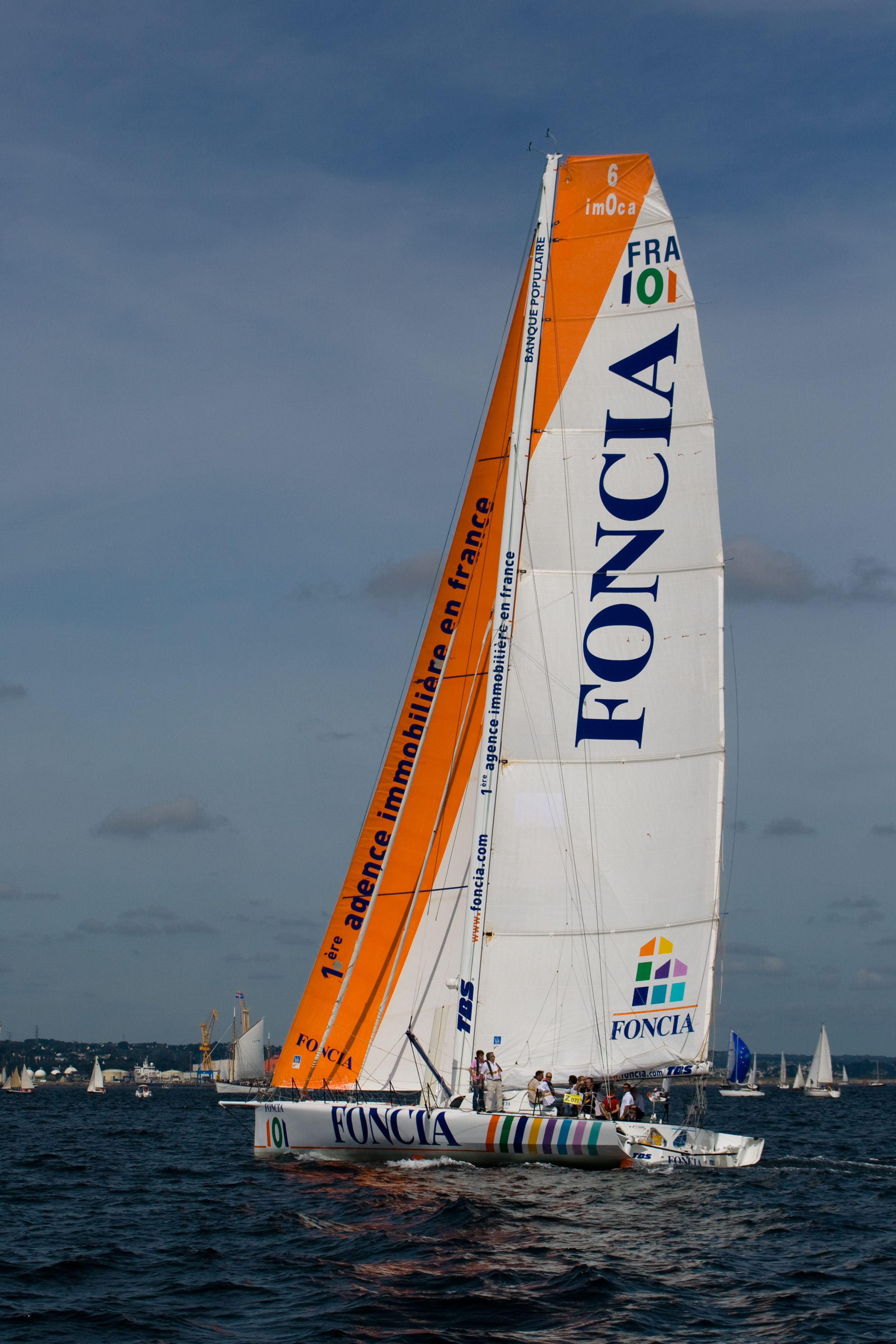
Monocasco da Classe Open 60

Ropeye IMOCA 60 Ystad 2017.

Foi justamente depois da 1ra prova da Vendée Globe que se pensou estabelecer regras de jauge para a Classe Open 60 e para as quais participaram como membros fundadores; Isabelle Autissier, Christophe Auguin, Alain Gautier e Jean-Luc van den Heede. É a IMOCA, reconhecida conhecida como classe internacional pela Federação Internacional de Vela em 2001, que gera os interesses da Classe Open 60.
Especialmente concebidos para as grandes corridas transatlânticas e mesmo de volta ao mundo, os Open 60 são construídos de forma a poderem planar (surfar) quando encontram os ventos dominantes da volta ao mundo de Oeste-Este na zona dos Quarentas Rugidores, situações onde atingem velocidades de 25 nós.

## Jauge
A resignação de "Open" dá uma certa liberdade aos arquitectos desde que esteja conforme os valores definidos pela jauge IMOCA que exigem:
- monocascos de 60 pés (18.29 m) e 5,5 m de largura
- comprimento total (incluindo o pau de fora) de 66 pés (20,12 m)
- calado max de 4, 50 m
- peso entre 8 e 9 000 Kg
- superfície vélica na bolina cerrada entre 240 e 330 m2
- superfície vélica na Popa rasada entre 460 e 620 m2
- tipo de patilhão pendular
- ter pelo menos cinco separações estanques

Além das regras de segurança habituais a todo o veleiro, a IMOCA exige painéis se saída no costado mesmo se obriga a que o barco seja capaz de se auto-revirar em caso de capotamento.